# Neukirchen bei Lambach
Neukirchen bei Lambach är en ort och kommun i Österrike. Den ligger i distriktet Wels-Land i förbundslandet Oberösterreich,  190 kilometer väster om huvudstaden Wien. 
Kommunen består av 15 orter (Ortschaften) (inom parentes invånarantal 1 januari 2024):

- Aming (23)
- Dorf (24)
- Gewerbepark Neukirchen bei Lambach (0)
- Hof (48)
- Hofern (78)
- Iming (29)
- Löpperding (16)
- Neukirchen bei Lambach (269)
- Niederharrern (10)
- Oberschwaig (207)
- Schörgendorf (19)
- Spöck (52)
- Stroham (52)
- Weinberg (129)
- Willing (45)